# いつ結婚するの
『いつ結婚するの』（タヒチ語: Nafea faa ipoipo?）は、フランスのポスト印象派画家ポール・ゴーギャンが1892年に描いた油彩画。
スイス・バーゼルのバーゼル市立美術館に半世紀近く預けられていたが、2014年9月に収集家ルドルフ・シュテヘリンの家族から匿名の相手（カタール美術館と報じられている）へ個人間取引として売却された。売却額は3億ドルであり、絵画の売買金額の最高記録を更新した。この絵はリーエンのバイエラー財団で2015年6月28日まで展示された。。

## 制作
ゴーギャンは1891年に初めてタヒチ島を訪れた。ゴーギャンの望みは、フランスの画家たちが作っていたまがい物の原始主義でなく、純粋で「素朴な」作品を制作できるような地上の楽園を見つけることだった。しかし彼はタヒチに着くと、そこが想像したような場所でないことを知った。タヒチは18世紀から植民地化され、ヨーロッパから持ち込まれた疫病によって島の原住民の少なくとも 2/3 が犠牲になっていた。「素朴な」文化はもう消え去っていた。しかしそれにもかかわらず、ゴーギャンは原住民の女性の絵を多く描いた。それらは裸体だったり、タヒチの伝統的な衣装を着たものだったり、この絵にあるような西洋の伝道師風の服を着たものだったりした。

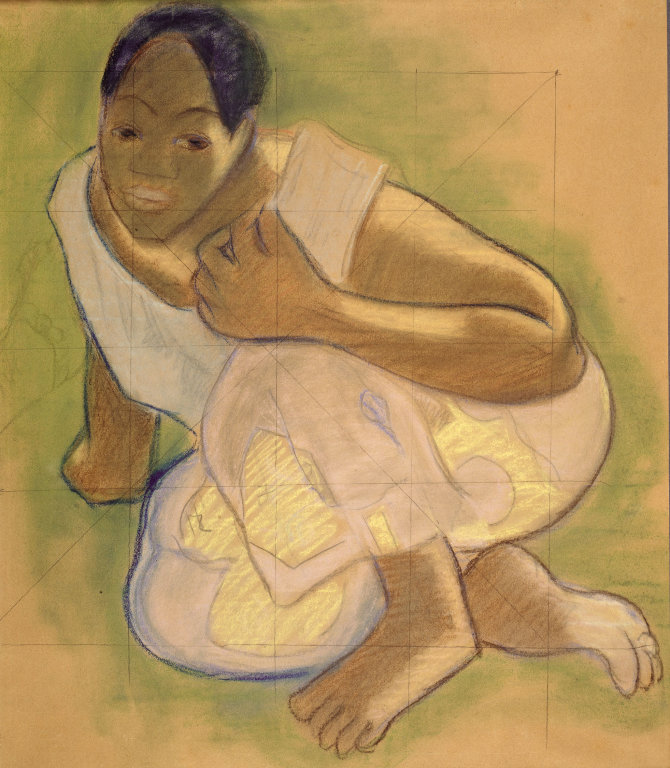
木炭とパステルの習作（シカゴ美術館）

背景となる地面の手前と中ほどは緑、黄、青の平面で構成されている。伝統的な衣装を来た一人の若い女性が、地面の緑と黄色の境目に座っている。彼女は左耳に白いティーアーレィの花の飾りをつけているが、これは恋人を見つける用意ができている印である。彼女の後ろにはハイネックの伝道師風ドレスを来た二人目が唐突に描かれている。ナオミ・E・マウラは二人目の手のジェスチャーを、警告を示す仏教のムドラーであるとみなしている。手前の女性は上半身を伸ばし、その顔立ちは様式的で簡略化されている。後ろの女性の輪郭は黄色と青の領域と接している。彼女の顔は個性的な特徴を持ち、画面の中心を成している。彼女のドレスのピンク色は、画面のその他の色から明らかに際立っている。画面の右下隅には“NAFEA Faa ipoipo”（ナフェア・ファア・イポイポ、「あなたはいつ結婚するの」）と題字が記されている。当時のゴーギャンは通常、タヒチ語で絵に題字をつけていた。彼はタヒチ語に魅了されていたが、初歩的なレベル以上には上達しなかった。
絵画史研究家のナンシー・モウル・マシューズによると、ゴーギャンは「タヒチの原住民をただ歌って愛を交わすだけの人々として描いた。それによって彼は友人らから金を集め、その冒険で世間からの関心を高めた。しかし勿論ゴーギャンは、タヒチが国際化・西洋化された社会から成るありふれた島であるという真実を承知していた。」この『いつ結婚するの』を含め、タヒチ人を描いたそれらの作品は、ゴーギャンがフランスに戻ると世間から顧みられなくなった。